# Поцяпун, Владимир Тимофеевич
Владимир Тимофеевич Поцяпун (род. 29 апреля 1964, Кореиз, Крымская область) — российский политик, депутат Государственной Думы Федерального Собрания Российской Федерации 6-го созыва.

## Биография
С 1991 работал в малом многоотраслевом предприятии «Эмита».
С 1992 — на административной работе в ЛГТУ, исполнительный директор АООТ «Политехнический союз».
С 1994 — заместитель директора, ведущий инженер, помощник первого вице-президента ЛГТУ, позже СПГТУ.
С 1999 — на административной работе в Курортном районе Петербурга.
С 2002 — советник гендиректора аэропорта Шереметьево, советник главы ЦИК ЕР.
С 2004 — заместитель главы пресс-службы аппарата ГД.
С 2008 — помощник депутата ГД, заместитель гендиректора предприятия по обращению с радиоактивными отходами «РосРАО».

### Депутат госдумы
4 декабря 2011 года избран в государственную думу. Член Комитета ГД по энергетике. Член Комиссии ГД по правовому обеспечению развития организаций оборонно-промышленного комплекса РФ.